# Félix Verdejo
Félix Verdejo Sánchez (* 19. Mai 1993 in San Juan) ist ein ehemaliger puerto-ricanischer Profiboxer. Er wurde im November 2023 wegen Entführung mit Todesfolge und vorsätzlicher Tötung eines ungeborenen Kindes zu lebenslanger Haft verurteilt.

## Amateurkarriere
Verdejo begann im Alter von neun Jahren mit dem Boxsport, nahm ab dem Alter von 15 Jahren an internationalen Turnieren teil und siegte in 106 von 123 Amateurkämpfen. Er gewann 2010 Gold im Bantamgewicht bei der Panamerikanischen Jugendmeisterschaft in Santiago, erreichte beim Panamerican Games Qualifier 2011 in Cumaná das Finale, wo er nach einem Unentschieden erst durch Hilfspunktwertung gegen den kubanischen Weltmeister Lázaro Álvarez unterlag und gewann noch im selben Jahr den Olympic Cup in San Juan und das José „Cheo“ Aponte Tournament in Caguas, wobei ihm auch ein Sieg gegen Robenílson de Jesus gelang. Bei den Panamerikanischen Spielen 2011 in Guadalajara schied er diesmal im Achtelfinale gegen Robenílson de Jesus aus.
2012 gewann er im Leichtgewicht die amerikanische Olympiaqualifikation in Rio de Janeiro, wobei er Isaac Gutierrez aus Chile, Juan Reyes aus Guatemala, Angel Gutierrez aus Mexiko, Eduar Marriaga aus Kolumbien und Wellington Arias aus der Dominikanischen Republik besiegen konnte. Er hatte sich damit für die Olympischen Sommerspiele 2012 in London qualifiziert, wo er durch Siege gegen Juan Huertas aus Panama und Ahmed Mejri aus Tunesien bis ins Viertelfinale kam, wo er beim Kampf um den Einzug in die Medaillenränge mit 9:14 gegen den späteren ukrainischen Goldmedaillengewinner Wassyl Lomatschenko unterlag. Lomatschenko soll Verdejo gegenüber seinem späteren Promoter Bob Arum als den besten Gegner seiner Amateurlaufbahn bezeichnet haben.

## Profikarriere
Nach den Olympischen Spielen 2012 unterzeichnete Verdejo einen Profivertrag mit der US-Promotionsfirma Top Rank und trainiert im El Diamante Gym von Puerto Rico, was ihm auch den Kampfnamen El Diamante einbrachte. Sein Trainer und Manager war Ricky Marquez.
Zwischen Dezember 2012 und Dezember 2014 gewann er jeden seiner 16 Kämpfe, davon 12 durch KO oder TKO, 10 innerhalb von nur drei Runden, wobei 12 Gegner eine positive Kampfbilanz vorweisen konnten. Er galt als einer der bekanntesten Newcomer im Leichtgewicht und wurde 2013 von BoxingScene und ThaBoxingVoice, sowie 2014 von ESPN zum Prospect of the Year gewählt.
Am 25. April 2015 besiegte er den Mexikaner Marco López (Kampfbilanz: 24-5) durch TKO in der fünften Runde und wurde dadurch Lateinamerikanischer Meister der WBO. Bis Februar 2017 verteidigte er den Titel gegen Ivan Najera (16-0), Josenilson Dos Santos (27-3), William Silva (23-0), Jose Rodriguez (18-8), Juan Alvarez (25-2) und Oliver Flores (27-2), wodurch er zeitweise zur Nummer 1 der WBO-WM-Herausforderer aufstieg. Diese Position verlor er im September 2017 aufgrund seiner Inaktivität und mehrerer verschobener Kampftermine gegen den Weltmeister Terry Flanagan, welche Verdejo mit Verletzungen aufgrund eines Motorradunfalls und eines Sturzes in einer Trainingseinrichtung in Kalifornien begründet hatte.
Am 17. März 2018 kehrte er in den Ring zurück und verlor dabei durch TKO in der zehnten Runde gegen den Mexikaner Antonio Lozada (38-2), gegen den er bereits am 22. September 2017 hätte antreten sollen. Verdejo führte in dem auf zehn Runden angesetzten Kampf auf zwei der drei Punktzetteln, ehe er rund eine halbe Minute vor Kampfende durch Einschreiten des Ringarztes vom Ringrichter aus dem Kampf genommen wurde. Verdejo hatte zuvor schwere Treffer eingesteckt und wirkte bereits angeschlagen.
Bis Ende 2020 gewann er wieder jeden seiner vier Kämpfe, darunter gegen Bryan Vázquez (37-3) und Will Madera (15-0). Am 12. Dezember 2020 verlor er jedoch beim Kampf um den Intercontinental-Titel der WBO nach zwei Niederschlägen durch TKO in der neunten Runde gegen den Japaner Masayoshi Nakatani (18-1), der zuvor selbst zweimal zu Boden gegangen war.

## Sonstiges
Félix Verdejo ist im Stadtteil Las Gladiolas von San Juan aufgewachsen. Er ist mit der puerto-ricanischen Influencerin Eliz Marie Santiago Sierra verheiratet, das Paar hat eine 2018 geborene Tochter.
Am 2. Mai 2021 wurde Félix Verdejo im Zusammenhang mit der Entführung und Tötung der 27-jährigen Keishla Rodríguez Ortiz verhaftet und in Untersuchungshaft genommen. Er stand unter dringendem Verdacht, Ortiz am 29. April 2021 mit einem Komplizen in San Juan entführt, von einer Brücke geworfen und getötet zu haben. Laut der Familie von Ortiz sei diese seit ihrer Schulzeit mit Verdejo bekannt gewesen und habe ein Kind von ihm erwartet, was sie ihm am 29. April habe mitteilen wollen. Laut Richterin Camille Lizette Vélez-Rivé drohte Verdejo wegen Entführung mit Todesfolge, Carjacking mit Todesfolge, sowie wegen Tötung eines ungeborenen Kindes, die Todesstrafe.
Im Mai 2022 gab das Bezirksgericht für Puerto Rico bekannt, dass der Beginn der Gerichtsverhandlung gegen Verdejo auf den 27. Februar 2023 festgesetzt werde. Nachdem laut Justizangaben die Todesstrafe nicht weiter verfolgt wurde, drohte Verdejo, im Falle einer Verurteilung, eine lebenslange Freiheitsstrafe.
Am 28. Juli 2023 wurde Verdejo von einer Jury der Entführung mit Todesfolge und der vorsätzlichen Tötung eines ungeborenen Kindes für schuldig befunden. Das am 3. November 2023 verkündete Strafmaß lautete auf Lebenslange Freiheitsstrafe.